# Rinorea dionysiana
Rinorea dionysiana är en violväxtart som beskrevs av Taton. Rinorea dionysiana ingår i släktet Rinorea och familjen violväxter. Inga underarter finns listade i Catalogue of Life.